# بحران قانون اساسی سریلانکا (۲۰۱۸)
بحران قانون اساسی سریلانکا (انگلیسی: 2018 Sri Lankan constitutional crisis) هنگامی آغاز شد که رئیس‌جمهور مایتریپالا سیریسنا رئیس‌جمهور سابق و عضو پارلمان ماهیندا راجاپاکسا را در ۲۶ اکتبر ۲۰۱۸ به عنوان نخست‌وزیر سری‌لانکا قبل از این که رانیل ویکرماسینگه نخست‌وزیر کنونی را رسماً برکنار کند منصوب کرد؛ این انتصاب سریلانکا را در یک تنش سیاسی فرو برد. ویکرماسینگه و حزب اتحاد ملی (UNP) این انتصاب را غیرقانونی خواندند و از استعفا از دولت امتناع ورزیدند.
رانیل ویکرماسینگه به عنوان نخست‌وزیر دوباره در سمت خود ابقا شد. وی در ۱۶ دسامبر بدنبال یک تنش دوماهه که از کار برکنار شده بود، دوباره به‌عنوان نخست‌وزیر سوگند یاد کرد.

## بحران سیاسی
تصمیم ناگهانی سیریسنا باعث «آشفتگی سیاسی در کشور» شد. رانیل ویکرماسینگه، اکثریت پارلمان و احزاب مخالف از قبول برکناری و انتصاب ماهیندا راجاپاکسا خودداری کرده‌اند و اعلام کرده‌اند که حرکت سیریسنا غیرقانونی است. رانیل ویکرماسینگه ادعا کرد که او هنوز از اکثریت مجلس فرمان می‌برد و کارا جایاسوریا سخنگوی پارلمان سریلانکا خواستار آن شد تا پارلمان فوراً تشکیل جلسه دهد. سیریسنا تمامی درخواست‌های مجلس را نادیده گرفت و در ۲۷ اکتبر پارلمان را مجبور کرد تا جلسه خود را تا ماه نوامبر به تعویق بیندازد. سیریسنا پس از تلاشی برای تشکیل کابینه جدید وزیران با نخست‌وزیر جدید راجاپاکسا ناکام ماند، سیریسنا تلاش کرد تا مجلس را در ۹ نوامبر مجبور به این کار کند. اما مجلس نمایندگان اعلام کرد که این حرکت غیرقانونی است و پس از آن، دادگاه عالی سریلانکا پس از استماع اعلام کرد که حکم ریاست جمهوری مایتریپالا سیریسنا در انحلال پارلمان و برگزاری انتخابات جدید به حالت تعلیق درآمده است و نخست‌وزیر برکنار شده ماهیندا ویکرماسینگه تا هفتم دسامبر در سمتش باقی خواهد ماند.
راجاپاکسا از زمان جنگ داخلی سریلانکا در کانون جدالها در سری لانکا بوده‌است. راجاپاکسا و خانواده‌اش متهم به فساد هستند و اکنون فساد وی و اعضای خانواده‌اش هدف تحقیقات است، همچنین تحقیقات دربارهٔ قتل روزنامه نگاران و دیگران در دوران ریاست جمهوری راجاپاکسا (۲۰۰۵–۲۰۱۵) به دلیل بحران کنونی افشاء نشده‌است.

## تظاهرات
کمپین بین‌المللی سازمان ملل متحد در ۳۱ اکتبر در نزدیکی درختان معبد برگزار شد. در یک تظاهرات اعتراضی هزاران نفر از مردم سری لانکا به خیابان‌ها سرازیر شده و از رئیس‌جمهور مایتریپالا سیریسنا خواستند تا از دموکراسی حمایت کند.
JVP در روز ۱ نوامبر یک تظاهرات اعتراضی در نگگودا برگزار کرد و خواستار برگزاری انتخابات ریاست جمهوری شد تا بلافاصله مجلس تشکیل جلسه دهد و دموکراسی را در کشور برقرار کند.
ده‌ها هزار نفر از مردم سریلانکا روز دوشنبه ۵ نوامبر در حمایت از یک دولت جدید از ماهیندا راجاپاکسا و مایتریپالا سیریسنا حمایت کردند. بنابه گفته پلیس سریلانکا ۱۲۰٬۰۰۰ نفر در این تظاهرات شرکت کردند.

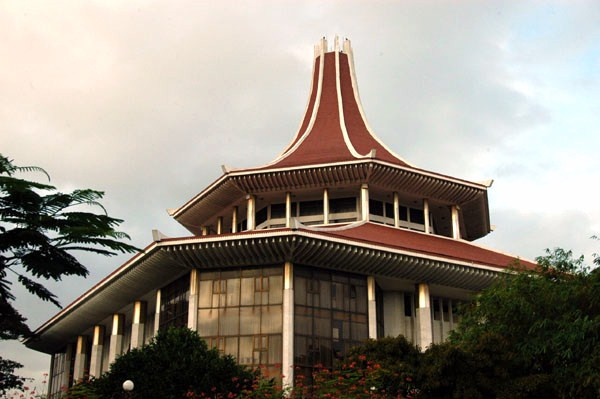
مجتمع دادگاه عالی

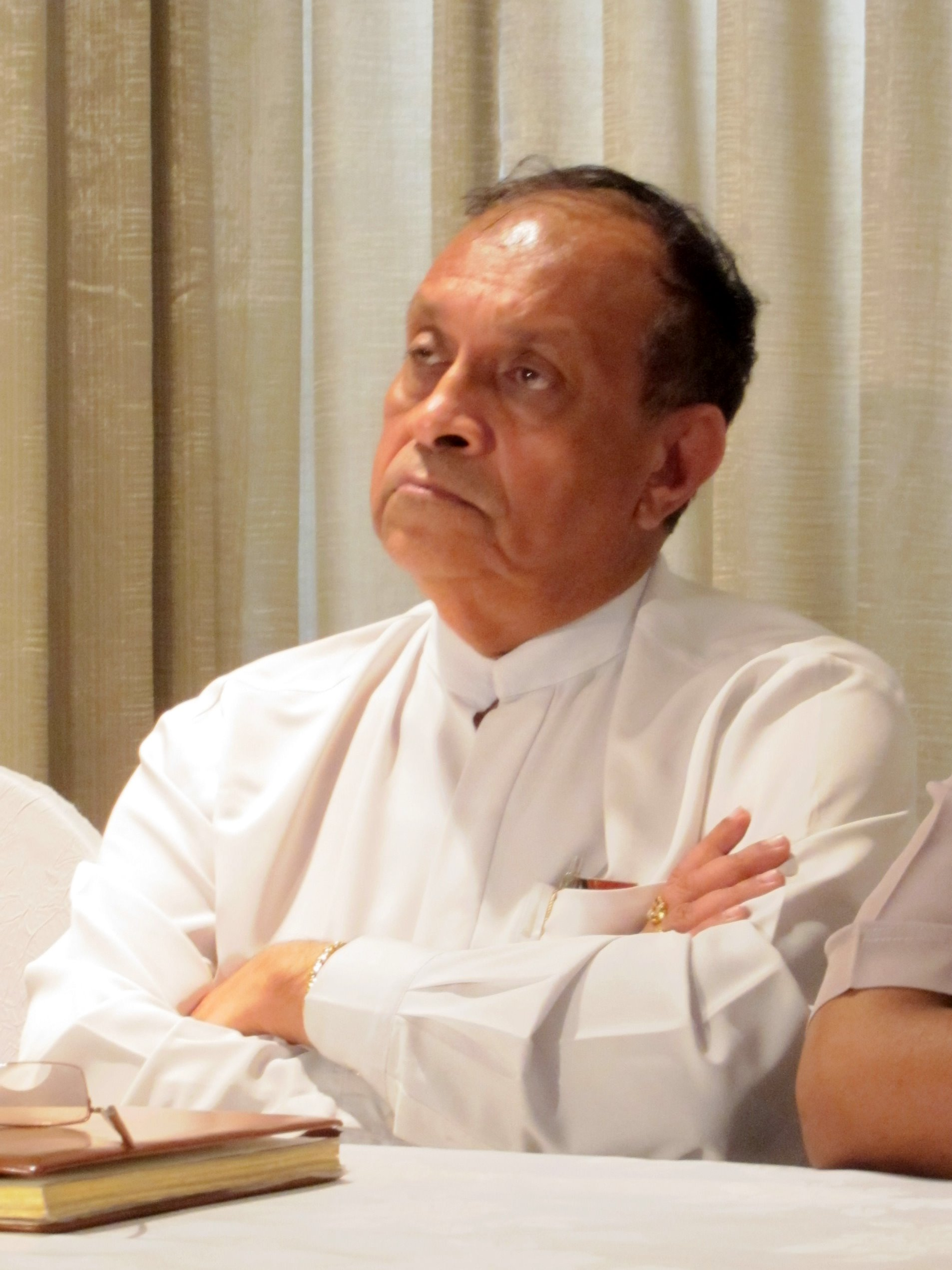
- کارو جایاسوریا سخنگوی پارلمان

### خشونت
گروه‌های رقیب که از ماهیندا راجاپاکسا و رانیل ویکرماسینگه پشتیبانی می‌کردند در نقاط مختلف کلمبو گردآمدند. صدها نفر از حامیان ویکرماسینگه در اطراف معبد درختان جمع شده و می‌گفتند که آنها برای محافظت از نخست‌وزیر کنونی در آنجا خواهند ماند. تا پیش از این تظاهرات عمدتاً صلح آمیز بود، اما سخنگوی جیاسوریا و دیگران در مورد «حمام خون» هشدار دادند که اگر پارلمان اقدام به برگزاری جلساتی برای حل مسئله دموکراسی انجام ندهد.
با ادای سوگند فوری راجاپاکسا و وفاداران راجاپاکسا، به دو شبکه تلویزیونی دولتی هجوم آورده و کتک زدن و شلیک گلوله مبادرت کردند؛ و با فشار به وفاداران دولت پخش زنده تلویزیونی را قطع کردند. اتحادیه‌های کارگری مرتبط با حزب راجاپاکسا مانع از دستیابی به وزرای حزب ملی متحد شدند.
در روز یکشنبه ۲۸ اکتبر، محافظان یک وزیر دولت بازداشت شده، تعداد زیادی از معترضین با به آتش کشیدن اماکن باعث مرگ یک نر شد. اولین رخداد خشونت‌آمیز در شرکت نفت سیلان (CPC) گزارش شد که دفتر مرکزی شرکت ملی نفت و گاز در آنجا قرار دارد، در این رخداد که منجر به تیراندازی میان اعضای اتحادیه تجارت در شرکت نفت سیلان و حزب آزادی سریلانکاشد. افرادی که به رئیس‌جمهور وفادار بودند تلاش کردند تا از ورود ژنرال راناتونگا به داخل ساختمان دولتی در کلمبو جلوگیری کند، زیرا او در تلاش بود تا اموال را از ادارات CPC تفکیک کند. در این درگیری یکی از اعضای اتحادیه کشته شد و دو یا سه نفر زخمی شدند.